# Scooby-Doo a ostrov zombií
Scooby-Doo a ostrov zombií (v anglickém originále Scooby-Doo on Zombie Island) je americký animovaný mysteriózní komediální horor z roku 1998, který vychází ze série Scooby-Doo. Snímek režíroval Jim Stenstrum podle scénáře Glenna Leopolda. Na VHS vyšel 22. září 1998 prostřednictvím společnosti Warner Home Video.
Přímé pokračování s názvem Scooby-Doo a návrat na ostrov zombií, mělo světovou premiéru na Comic-Conu v San Diegu 21. července 2019.

## Děj
Skupina pátračů se vydává na záhadný ostrov hledat tajemného ducha piráta Moonscara. Není to ale jediný duch, co se zde nachází. Všechny nástrahy ostrova se protagonisté pokusí přežít a následně odkryjí i velkou záhadu.

## Obsazení
- Scott Innes jako Scooby-Doo
- Billy West jako Shaggy Rogers
- Mary Kay Bergman jako Daphne Blake
- Frank Welker jako Fred Jones
- B. J. Ward jako Velma Dinkley
- Adrienne Barbeau jako Simone Lenoir
- Tara Charendoff jako Lena Dupree
- Cam Clarke jako detektiv Beau Neville
- Jim Cummings jako Jacques
- Mark Hamill jako Snakebite Scruggs
- Jennifer Leigh Warren jako Chris
- Ed Gilbert jako pan Beeman